# Jordi Pagans i Monsalvatje
Jordi Pagans i Monsalvatje (el Masnou, Maresme, 18 d'abril del 1932 - Barcelona, 4 de gener de 2017) va ser un pintor català.
Fill d'Alfred Pagans i Llauró i de Clara Monsalvatje i Iglèsias, ambdues famílies tenen una llarga tradició artística, com el guitarrista i cantant Llorenç Pagans i Julià (1838-1883), germà del seu besavi, amic que fou de Richard Wagner, així com del pare del pintor Edgar Degas. Aquest últim deixà testimoni del fet en diversos retrats en els que hi són presents el pare de l'artista i el chanteur Pagans. L'avi matern fou en Francesc Monsalvatje i Fossas (1853-1917), que tingué una destacada activitat com a historiador de les comarques gironines i del Rosselló, especialment de l'antic comtat de Besalú. El seu oncle, Xavier Montsalvatje i Iglèsias (1881-1921), escriptor i pintor, col·laborà en diverses revistes com Joventut, Lo Geronés, etc., a les que deixava sentir els ambients culturals europeus. Finalment, s'ha de fer esment del seu cosí, en Xavier Montsalvatge i Bassols (1911), considerat el compositor català més representatiu de la seva època.

## Carrera artística
Jordi Pagans comença a pintar el 1948. Dos anys més tard, rep classes particulars de tècnica pictòrica amb el professor Saturo López, aprenentatge que compagina amb l'assistència a les classes nocturnes de l'Escola de Belles Arts de Barcelona. Tot i això, el criteri excessivament academicista de l'Escola, al condueix a deixar-la ben aviat. El 1956 comença a treballar al taller d'en Josep Roca-Sastre, moment important a la seva carrera, ja que els consells del pintor van influir positivament durant la seva etapa de formació. Les pintures de Pagans que pertanyen a aquesta època ens mostren com el pintor, davant el propòsit expressiu, sap distingir entre el que és essencial i el que és peremptori. Domina les exigències de l'enquadre i descobreix els elements i valors constructius que poden constituir una realitat estructural. Serà en aquest taller a on aprendrà a fer seves una bona part dels conceptes de les escoles impressionistes i cubistes.
A partir del 1953 tenen lloc les seves primeres participacions en exposicions col·lectives i en diversos certàmens. Molt aviat obté les primeres distincions: El Premi del Reial Cercle Artístic del Concurs d'Obres de Novells de l'Ajuntament de Barcelona el 1956, i el Premi "Rafael Llimona" de Pintura Jove, de la Sala Parés el 1959.
Aquest mateix any realitza la seva primera exposició individual a la Sala Municipal de Girona, i una mica més tard fa la seva presentació a París, al "Club dels Quatre Vents". A Barcelona, es presenta a l'Ateneu Barcelonès, el gener del 1962. Des de llavors, la seva activitat expositora ha estat un constant, d'acord amb la intensa i extensa obra realitzada en els últims anys.
Als anys seixanta manté una estreta i sòlida amistat amb el pintor i historiador Rafel Benet i Vancells (1899-1979), les ensenyances del qual foren decisives per a llur formació. Rafel Benet, que sempre es trobava a gust en mig dels pintors joves, considerà a Pagans com un dels seus més estimats "confidents". És en aquest ambient on s'ha de recordar la seva assistència a les xerrades i tertúlies del cafè-restaurant "El Glaciar" de les Rambles barcelonines, a les que intervingueren pintors, com el citat Rafel Benet, Humbert, Prim, Pruna, Alfred Figueras, etc. Durant l'any 1963 formà part del grup "Realitat Visual", les idees dels quals poden resumir-se tot indicant que "la pintura ha de ser un estat de crisi continua entre la intel·ligència i lo sensible, entre el coneixement i el sentiment de la realitat".
Serà durant aquests anys (1963-1965) quan Jordi Pagans agafa contacte amb el caràcter i el paisatge de Cadaqués, dels que mai se separarà. Aquesta població i el seu entorn ofereixen a l'artista un peculiar paisatge estructurat que se li revela com la preexistència del seu propi paisatge somniat. Ja aleshores la seva pintura es caracteritzava per la solidesa de la contextura de les masses i per un sentit sossegat i ampli de la composició dintre de la tendència figuratiu - realista que ha conreat posteriorment.
Actualment es poden trobar obres seves a la col·lecció del Museu Abelló de Mollet del Vallès.

## Estil artístic[calcitació]
De la seva trajectòria cal destacar la seva constant maduració tècnica-modulació quasi gestual de formes i volums a pinzellades carregades de pasta, emparant-se en una concepció mediterrània de la llum i del color, basada en tons mates i en absència de contrasts violents. Pagans i Montsalvatje veu la pintura com quelcom interpretat personalment per l'artista, però amb la capacitat d'arribar també a l'espectador a través d'un estat de contínua crisi entre el coneixement i el sentiment de la realitat.
Al llarg de la seva carrera, en Jordi Pagans, ha investigat amb materials diversos per a realitzar els seus paisatges urbans, mediterranis i bodegons. Ha destacat no sols com pintor a l'oli, sinó també com dibuixant, aquarel·lista i creador de pastels i guaixos. No s'ha d'oblidar tampoc la seva obra gràfica en la que entre altres tècniques, ha treballat fonamentalment l'aiguafort.
Així, en Jordi Pagans segueixi sent un pintor obert a les investigacions enriquidores que fins avui l'han portar a formar part, merescudament, del moviment pictòric del nostre país.

## Premis[calcitació]
1956
Premi del "Real Círculo Artístico", Concurs de nous pintors, Barcelona
1959
Young painting award "Rafael Llimona", Sala Parés, Barcelona
1967
Honor diploma "XI Salon de Mayo", Barcelona
1968
Second prize in the painting concourse "Vila de Centelles"
1969
Third position in the Vallès art meeting, Granollers
First position in thepainting concourse "Vila de Centelles
Second position in the "National" concourse of Amposta
1972
"María Grifé" award, VII Concourse "Vila de Palamós"
1974
"Ministerio de la Vivienda" prize
IX Concourse "Vila de Palamós"
1975
"María Trías" award (in memorial), "Vila de Palamós"
1980
"Ciudad de Huesca" diploma, IV Biennal Nacional d'Osca
1982
Special mention (Official diploma), Sala de Avignon, France
Honorifical mention in the VIII Biennal of Vilafranca del Penedès